# Natividad de Diego
Juana Natividad de Diego y González, (Madrid, 24 de junio de 1873-?), también conocida como J. Natividad de Diego González, fue una maestra, historiadora y escritora española.

## Biografía
De Diego, maestra de primera enseñanza, solicitó en un principio plaza para escuela de niñas y para escuela de párvulos en 1896. Posteriormente fue profesora numeraria de Labores de la Escuela Normal, y profesora numeraria de la Escuela de Estudios Superiores del Magisterio, tal como está incluida en la Guía Oficial de España de 1930. Fue nombrada Catedrática de Labores útiles por el Ministerio de Instrucción Pública en 1909, y permaneció en este puesto hasta 1932, cuando la Escuela fue suprimida.

## Obra
En 1915,  juntamente con Paulina África León Salmerón, también maestra y profesora numeraria de la sección de Labores de la Escuela Normal de Ávila hasta su jubilación en 1945, publicó la obra cuyo título completo es Compendio de Indumentaria Española con un preliminar de la historia del traje y el mobiliario en los principales pueblos de la Antigüedad. Fue dedicada a Eduardo Vincenti, director general de Instrucción Pública y alcalde de Madrid, y prologada por Narciso Sentenach, historiador y crítico de arte. La presencia en esa época de autoras en un tratado histórico no era común, y fue por eso alabada y señalada por el prologuista en el propio libro:
"Otro aspecto, por el que también las aplaudo, es que sean dos distinguidas y cultas profesoras de la enseñanza oficial las que hayan emprendido tal senda, pues bueno es que la mujer española se ocupe ya, y aficione, en estudio tan propios de su sensibilidad y acomodados al empleo de sus facultades, tan aptas para la cultura como las de otra cualquiera nación civilizada"
Se trata de una obra de carácter descriptivo, histórico y etnográfico. Está ilustrada y muy documentada en obras artísticas, obras literarias y crónicas históricas. La obra incluye documentos gráficos sobre traje, aditamentos e indumentaria civiles, con sus nombres originales. Al profundizar en una materia cultural e histórica poco estudiada, es citada como tratado de referencia en artículos de difusión y científicos sobre indumentaria histórica, en publicaciones sobre etnografía, en descripción y lenguaje específico de ropajes, sobre costumbres antiguas, sobre traje típico español y ha sido aludida también en textos sobre moda contemporánea.
Las autoras anunciaron la continuación del trabajo con un Glosario de voces de indumentaria española, sin embargo no se tiene constancia de su publicación. 
Tras la edición original del Compendio, publicada en 1915 por la imprenta de San Francisco de Sales de Madrid, el libro fue reeditado en 2010 por Nabu Press, en facsímil en 2011 por la editora Maxtor de Valladolid, y más adelante por las extranjeras HardPress Publishing, Wentworth Press, Forgottten Books, y Trieste Publishing.